# 王永江
王永江（1872年2月17日—1927年11月1日）字岷源，号铁龕，盛京将軍管轄区奉天府金州厅人。中国政治人物。東北大学首任校长。

## 生平

### 清末事迹
21歳时，王永江成为廩生，起初经营中药店。後来，王永江在日本人創設的南金書院任漢文教員。1907年（光緒33年），奉遼陽地方团总袁金鎧之命，王永江在租界调查日本的警察行政。
后来，王永江创建遼陽的警務学堂。王永江努力培养警察人員，后来获得東三省总督趙爾巽表彰。此後，王永江历任遼陽警務所長、南路巡防营管带。辛亥革命爆发后，王永江率领巡防营镇压铁岭的革命党有功，被提升为东边道尹。

### 奉系活动
中華民国成立後，经趙爾巽、袁金鎧推薦，王永江在辽阳、康平、牛庄、海城各地税捐局长。1915年（民国4年），升任奉天省税務局長兼官地清丈局長兼东三省屯墾局長。翌年，经袁金鎧向張作霖推薦，王永江任奉天督軍署高等顧問。11月，被任命为奉天省警務处長兼奉天市警察厅長，1917年5月接王树翰任奉天省財政厅長。代理奉天省長兼奉天财政厅长。王永江云：“為政之要諦在於使民富裕，富民則專賴振興實業。我奉天土地膏腴，氣候溫和，物產豐盛為各省之冠，……”
王永江的行政手腕很强，在警務、税務、实业等各方面都有建树。特别是在警務方面，王永江引入近代警察行政制度，为多为緑林出身的奉系内部的整肃作出很大的貢献。王永江的治理引發湯玉麟的反彈，但張作霖支持王永江。此外，他还对財政改革及税務改革作出貢献，使奉系的財政状況好转，为其軍事及政治力量的扩张作出了貢献。由于上述贡献，王永江成为奉系内部「文治派」的首領。
1920年（民国9年）7月，張作霖介入北京政府中央的政治斗争。王永江因主张休养民力而对此表示反对，逐渐遭到张作霖的冷遇。1922年（民国10年）4月第一次直奉战争張作霖敗北，張作霖乃为失策而悔悟，任命王永江为奉天省長兼财政厅长。1923年4月，東北大学創立，王永江兼任首任校長。

### 同張作霖的隔阂、晩年
重整軍備的張作霖再度介入北京政府中央，遭到王永江反对，但其反对没有被张作霖接纳。1924年（民国13年）10月，奉系在第二次直奉战争中取得勝利後，王永江任黃郛攝政內閣的内務总長。该内閣倒台后，王永江辞職。1925年（民国14年）2月，王永江任善後会議議員。
1926年（民国15年）2月，王永江辞去各職，回到故乡。此後，王永江致信劝谏張作霖勿实行武断政策，休养民力，但意见未被采纳。此外，張作霖希望王永江重新负责政務，但王永江继续极力推辞。晩年，王永江有詩作、易经及管子研究、医学等相关著作存世。1927年（民国16年）11月1日，王永江在金州病逝。享年56岁（满55歳）。

## 延伸阅读
- 薛龍：〈王永江与东三省官银号的重组 （页面存档备份，存于）〉。
- 浅田次郎『中原の虹』(1〜4巻, 講談社, 2006年〜2007年) ISBN 978-4-06-213606-8 & ISBN 978-4-06-213739-3 & ISBN 978-4-06-214071-3 &  ISBN 978-4-06-214393-6
- 澁谷由里『馬賊で見る「満洲」―張作霖のあゆんだ道』(講談社, 2008年) ISBN 978-4-06-2584043

| 前任：顔惠慶 | 内務总長1924年10月 - 11月 | 繼任：龔心湛 |

| 前任：張作霖 | 奉天省政府主席1922年—1925年 | 繼任：莫德惠 |